# Praga D

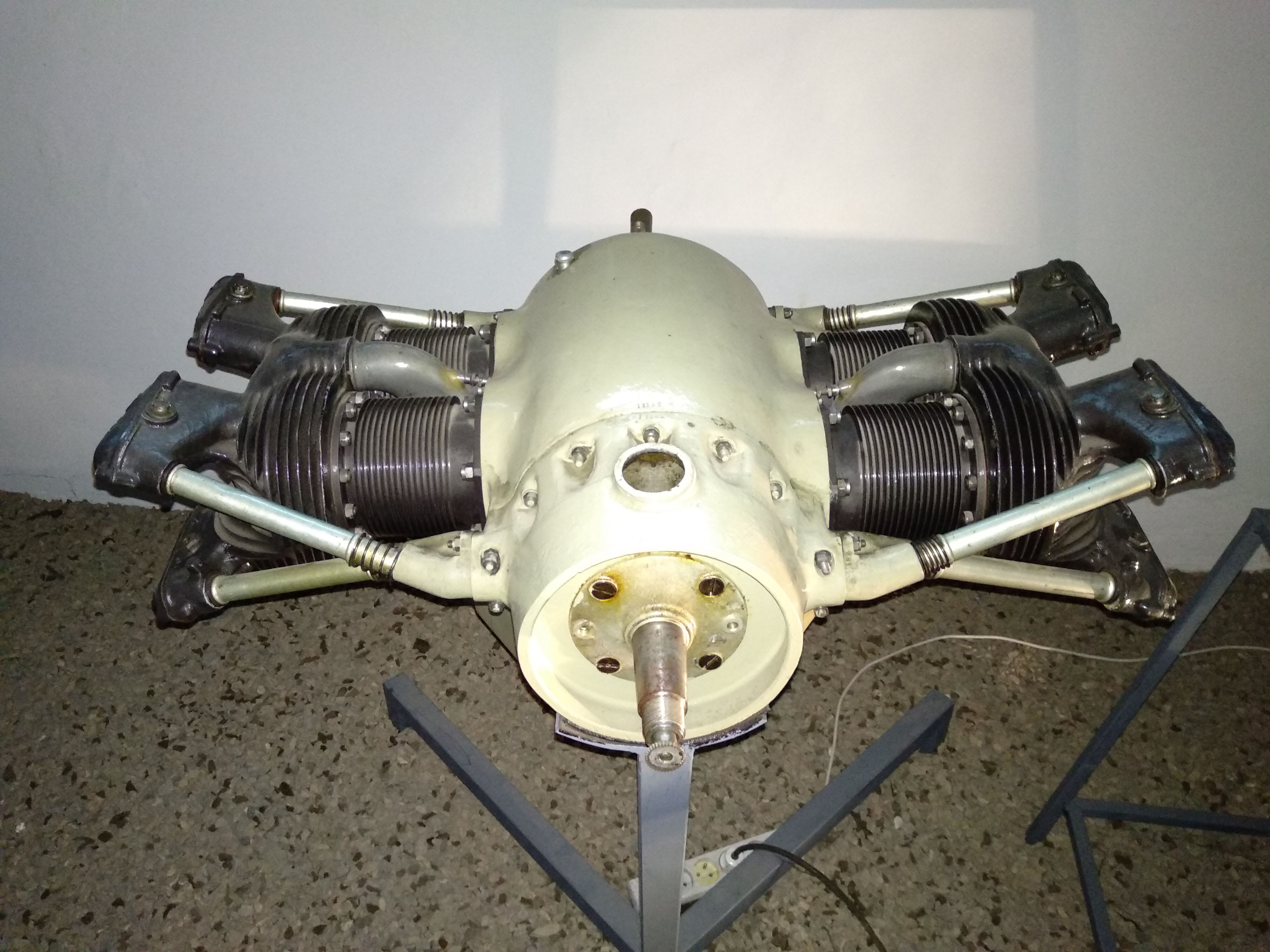
Praga D im Polnischen Luftfahrtmuseum

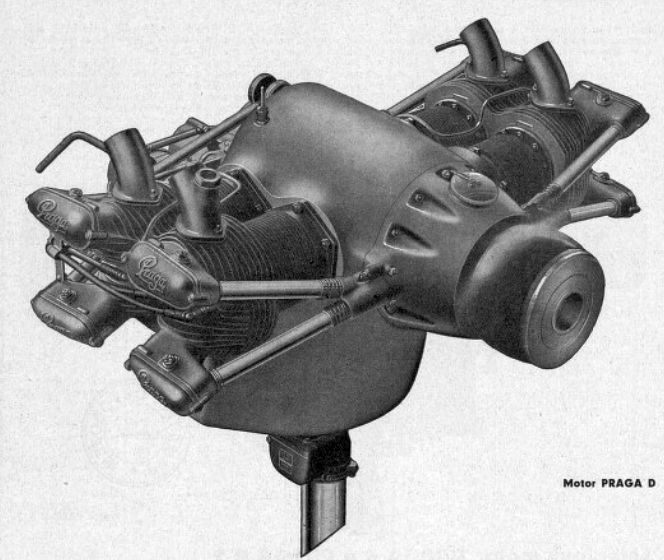
Praga D

Der Praga D ist ein Flugmotor des tschechoslowakischen Herstellers Praga aus dem Jahr 1938. Er ist eine leistungsgesteigerte Weiterentwicklung des Praga B-2 von 1936. Obwohl er noch vor dem Zweiten Weltkrieg entstanden war, erlebte er seine größte Verbreitung erst nach dessen Ende im Zuge des Wiederaufbaus der Luftfahrtindustrie des Landes. Eingesetzt wurde er vorrangig in Sportflugzeugen. Es existierte mit dem Praga DH jedoch auch eine Ausführung für Hubschrauber.

## Aufbau
Der Praga D ist ein luftgekühlter Vierzylinder-Viertakt-Boxermotor mit paarweise angeordneten gegenüberliegenden Zylindern. Die Zylinder bestehen aus Stahl und sind mit jeweils zwei Ventilen ausgestattet. Die Köpfe sind je Paar gemeinsam verbolzt und aus Aluminium gefertigt. Die vierfach gekröpfte Kurbelwelle läuft in drei Rollen- und einem Kugellager, die Nockenwelle in Lagern aus Bronze. Das Kurbelgehäuse besteht aus Leichtmetall und dient gleichzeitig als Ölbehälter. Die Ausführung DR ist zusätzlich mit einem Untersetzungsgetriebe mit Innenverzahnung und stromlinienförmigem Kurbelgehäuse ausgestattet.

## Einsatz (Auswahl)
- Orličan M-2 Skaut
- Praga E-114 Air Baby
- VZLÚ HC-2 Heli Baby (Hubschrauber)
- Zlín Z-22 Junák

## Technische Daten

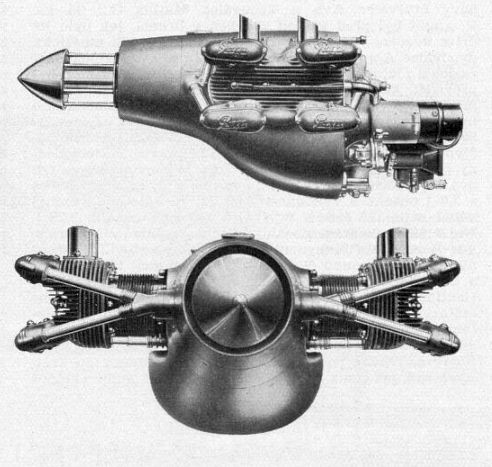
Vorder- und Seitenansicht

| Kenngröße                       | Praga D                    | Praga DR                   |
| ------------------------------- | -------------------------- | -------------------------- |
| Getriebe-Untersetzung           | keine                      | 1,33:1                     |
| Höhe                            | 0,58 m                     | 0,4 m                      |
| Durchmesser                     | 0,81 m                     | 0,81 m                     |
| Bohrung                         | 95,0 mm                    | 95,0 mm                    |
| Hub                             | 100,0 mm                   | 100,0 mm                   |
| Durchmesser                     | 1260 mm                    | 1260 mm                    |
| Hubraum                         | 2,84 l                     | 2,84 l                     |
| Verdichtung                     | 5,72                       | 6,7                        |
| Beste Nennleistung in Bodennähe | 60 PS (44 kW) bei 2410/min | 78 PS (57 kW) bei 2880/min |
| Beste Vollleistung in Bodennähe | 79 PS (58 kW) bei 2610/min | 90 PS (66 kW) bei 3000/min |
| Trockengewicht                  | 65 kg                      | 74 kg                      |
| Leistungsgewicht                | 0,82 kg/PS                 | k. A.                      |
| Hubraumleistung                 | 27,8 PS/l                  | k. A.                      |
| Kraftstoffverbrauch             | 14,7 kg/h                  | 18,7 kg/h                  |
| Schmierstoffverbrauch           | 0,5 kg/h bei 60 PS         | 0,7 kg/h bei 78 PS         |
| Oktanzahl                       | k. A.                      | 84                         |